# 威尔逊维尔 (阿拉巴马州)
威尔逊维尔（英文：Wilsonville），是美国阿拉巴马州下属的一座城市。面积约为9.62平方英里（约合24.9平方公里）。根据2010年美国人口普查，该市有人口1,827人，人口密度为190/平方英里（约合73.37/平方公里）。